# جولز (فیلم)
جولز (به انگلیسی: Jules) فیلمی محصول سال ۲۰۲۳ و به کارگردانی مارک ترتلتاب است. در این فیلم بازیگرانی همچون بن کینگزلی، هریت سنسوم هریس، زوئی وینترز، جید کواون، جین کرتین و اندی دالی ایفای نقش کرده‌اند.